# 諏訪池
諏訪池（すわのいけ）は、長崎県雲仙市小浜町大亀にある島原半島最大のため池である。
標高250mの台地の上にある3つの池のことで、南から上池、中池、新池に分かれている。
雲仙天草国立公園の指定区域内にあり、農林水産省のため池百選に選定されている。
また、島原半島世界ジオパークの構成要素のひとつでもある。

## 由来
- 「1616年（元和2年）奈良から移された島原領主松倉重政が、小浜温泉入湯のためここを通る時、水田の干害対策を村民から陳情され、築堤を命じたという説がある。城地から離れている小浜・串山方面の農民の経済開発の策としてこの事業を企画した。」[3]
- 「往昔、島原藩主松倉豊後守が、田圃を養はんが為に川を穿ち、溪水をここに導いたものださうな」[4]
- 「新池は1712年（正徳2年）北串山村の庄屋・松藤康隆氏がこれを掘り、1752年（宝暦2年）大亀の山川から助井出を通して中池に注いだ。」[3]
- 現在も下流農地92haの灌漑を行っている。

## 公園・自然
高原で周りは自然に囲まれており、避暑地として来訪者が多い。
国民休暇村雲仙には運動広場やテニスコート、プール、キャンプ場の施設があり、サイクリングなども楽しめる。
池の周りには1周5kmの自然歩道があり「雲仙諏訪池ビジターセンター」を中心に緑地公園が広がり、キャンプや貸しボート等、親水施設として利用され、野鳥観察会なども開かれている。また、九州一を誇る屈折式天体望遠鏡が設置されており、定期的に星空観察会なども催されている。
また、池の周辺には原山ドルメンがある。
地元自治会では、キャンプ場開きの前（7月上旬）に、「休暇村雲仙」と共同で、自然環境の保全に取り組んでいこうとしている。

## 交通
- 国道389号